# Simone Alessio
Simone Alessio, est un taekwondoïste italien né le 14 avril 2000 à Livourne. Il est double champion du monde, et médaillé de bronze aux Jeux olympiques d'été de 2024.

## Carrière
Simone Alessio commence le taekwondo à l'âge de quatre ans au club de Sellia Marina avant de rejoindre celui de Catanzaro, qui est le club du secteur jeunesse du groupe sportif des pompiers (GS Fiamme Rosse), dont il est membre.
En mai 2019, à l'âge de 19 ans, il remporte les Championnats du monde dans la catégorie des moins de 74 kg, et devient le premier Italien à gagner devenir champion du monde de taekwondo.
En novembre 2019, il remporte sa première médaille européenne en décrochant le bronze aux Championnats d'Europe.
En avril 2021, il remporte à nouveau la médaille de bronze des Championnats d'Europe.
Il participe à ses premiers Jeux olympiques lors de l'édition 2020 disputée à Tokyo dans la catégorie des moins de 80 kg. Il est battu en quarts de finale par Seif Eissa et ne peut participer aux repêchages après la défaite de son adversaire en demi-finales. Alors qu'il ambitionnait la médaille d'or, Alessio vit cette olympiade comme un important échec.
En mai 2022, Alessio remporte pour la première fois les Championnats d'Europe en battant Edi Hrnic en finale.
Il remporte son deuxième titre de champion du monde lors des Championnats du monde 2023.
Simone Alessio affiche ses ambitions de remporter la médaille d'or aux Jeux olympiques de Paris après l’échec lors de la précédente olympiade de Tokyo. Au cours des Jeux olympiques de 2024, il remporte son premier duel face à Batyrkhan Toleugali avant d'être battu par Mehran Barkhordari dans les dernières secondes du combat. En raison de la victoire de son adversaire au tour suivant, Alessio est qualifié pour les repêchages où il bat Jasurbek Jaysunov, puis Carl Nickolas pour obtenir la médaille de bronze,.
Simone Alessio est un fan de football, et supporte l'AS Roma.